# CCS Gruppe
Die CCS Customer Care & Solutions Holding AG war ein EMS-Dienstleister mit Hauptsitz in der Schweiz. Das Unternehmen hatte Niederlassungen in Deutschland, Österreich, Schweiz, Slowakei, Sri Lanka, China und Hongkong.

## Tätigkeitsgebiet
Die CCS Gruppe war ein Dienstleister für die Systemintegration im Bereich elektronischer Geräte für europäische und asiatische OEMs. Produziert werden dabei Lösungen für Branchen wie Industrie, Medizintechnik, hightech consumer sowie Transportation (Automobil-Zulieferindustrie, Bahntechnik, Kommunal- und Sonderfahrzeuge sowie Schiffsindustrie).

## Dienstleistungen
Dienstleistungen: Produkte-Konzeption, Entwicklung, Supply Chain Management, Produktion und After-Sales-Service. Die Produktionsstandorte war nach ISO 14001 zertifiziert.

## Standorte
Europa
- Deutschland: Aichach, Hildesheim, Sexau (Fr. i. Breisgau)
- Österreich: Frankenmarkt, Rottenmann
- Schweiz: Lachen, Lyss, Mendrisio
- Slowakei: Hlohovec

Asien
- China: Zhongshan, Hongkong
- Sri Lanka: Kochchikade

## Geschichte
Die Unternehmensgruppe ging aus der 1985 in CH-Ostermundigen gegründeten Formatest AG hervor. 2003 wurde das Unternehmen unter dem Dach der CCS Customer Care & Solutions Holding AG in eine Holding umgewandelt, in die auch die asiatische Elsuma Gruppe eingegliedert wurde. 2011 erfolgte die Übernahme der Aktienmehrheit durch den Private-Equity-Partner Zurmont Madison Management AG, unter deren Führung die CCS Gruppe weiteres Wachstum erfuhr:
- 2011: CCS Gruppe neuer Mehrheitsaktionär der Adaxys SA (CH-Mendrisio)
- 2012: CCS Gruppe neuer Mehrheitsaktionär der Gohlke Elektronik GmbH (DE-Hildesheim)
- 2014: Zusammenschluss zwischen der AKAtech Gruppe & CCS Gruppe zur neuen CCS Customer Care & Solutions Holding AG[1]
- 2018: CCS Gruppe wird von der GPV International A/S übernommen